# Forum national
Le Forum national  (en géorgien : ეროვნული ფორუმი) est un parti politique géorgien.

## Histoire
Le parti est fondé le 15 décembre 2006 par un ancien diplomate Kakhaber Chartava, fils de Jiouli Chartava, homme politique géorgien vivant en Abkhazie et tué par des miliciens abkhazes pendant la guerre de sécession de 1993.
Les autres cofondateurs, Irakli Mélachvili, Révaz Chavichachvili, Niko Orvélachvili, Goubaz Sanikidzé, étaient issus de l'Union traditionaliste, une formation très ancienne dans la vie politique géorgienne et dont la dernière renaissance datait de 1989.
Selon sa charte, le parti est dirigé par un conseil de 7 membres composés de Chartava, Chavichachvili, Gocha Jabidze, Malkhaz Vakhtangachvili, Ani Mirotadze, Avtandil Davitadze, et Zourab Chikvaidze. Ajouté à ces membres 3 autres conseillers : Nodar Javakhichvili, Irakli Gobejichvili, et l’économiste Niko Orvelachvili, avant sa mort en 2010.
Ce parti promulgue une république parlementaire tourné vers la neutralité, contrairement à la majorité des partis géorgiens qui prône une entrée dans l’OTAN. Depuis sa création, le parti a participé à toutes les grandes manifestations et représentations politiques en Géorgie, s’engageant dans toutes les projets démocratiques du pays.
En 2008, la parti participe à ses premières élections législatives dans la coalition de l’ « Opposition unie » avec le Parti de la nouvelle droite. Cette coalition reçoit 17,7 % des suffrages exprimés et gagne 17 sièges sur les 150 du Parlement de Géorgie. Toutefois, les députés élus du parti refuseront d’y siéger, estimant que lés élections étaient irrégulières et corrompues.
En novembre 2010, le du Forum national rejoint l' « Assemblée du peuple » et participe activement à des rassemblements contre le président Mikheil Saakachvili. Pourtant Le 29 décembre, des représentants du Forum national suspendent leurs fonctions au sein des organes élus de l'Assemblée du peuple. Plus tôt dans le mois, le 1er décembre 2010, Irakli Melachvili, secrétaire politique du parti et son épouse, Magda Popiachvilin, au département des relations publiques avaient quitté le parti. Leur départ aurait été dû à des divergences concernant leur coalition.
Début 2012, le Forum national rejoint la coalition Rêve géorgien et contribue activement à la campagne législative. Après la victoire de la coalition aux élections parlementaires de 2012, le Forum national siège avec la majorité parlementaire jusqu'au printemps 2013 avec 6 députés. Le 5 mars de cette année-là, le FN créé sa propre faction parlementaire mais continue à siéger avec le Rêve géorgien jusqu'en avril 2016. Bien que certains désaccords soient apparus pendant cette période, la faction a respecté les termes de l'accord de coalition. À la suite des élections locales organisées en 2014, le Forum national obtient des représentants dans des conseils locaux de tout le pays.
Le parti se présente seul aux élections législatives géorgiennes  de 2016 et recueille 0,66% des suffrages exprimés au scrutin proportionnel plurinominal. Parallèlement, aucun de ses candidats au scrutin majoritaire uninominal n'est en situation de se représenter au 2e tour : il ne siègera donc pas au nouveau Parlement. Après cette défaite, l'une des figures clef du parti, Goubaz Sanikidze quitte le parti. En juin 2017, David Ousoupachvili, ancien président du Parlement géorgien, créé un nouveau parti politique, le Mouvement pour le développement. Les anciens membres du Forum national, Kakha Chartava et Revaz Chavichvili rejoignent ce parti. Après ces départs des figures clef du parti, le Forum national a lentement cessé d'être actif et a fini par disparaître du paysage politique géorgien.